# Crow Jane Alley
Crow Jane Alley es un álbum del cantante y cantautor Willy DeVille. Fue grabado en el año 2004 en Los Ángeles, producido por John Philip Shenale y contó con la colaboración de los miembros de la banda Quetzal (banda), componentes de diferentes bandas de rock latino, el músico Alex Acuña y David Hidalgo de Los Lobos.
Richard Marcus comentó sobre este disco: Crow Jane Alley es el trabajo de un artista que después de más treinta años en el negocio aún tiene la capacidad de sorprender y deleitar a sus oyentes. Escucharlo confirma que Willy DeVille es uno de los grandes que ha sido ignorado durante demasiado tiempo.
Otras críticas recibidas destacan la calidad como cantante y músico; en Allmusic, Joe Viglione escribe: «Crow Jane Alley es un disco respetable de principio a fin, en el que DeVille innova explorando combinaciones y realiza una inteligente fusión de estilos».
En cuanto a la versión de la canción de Bryan Ferry, Slave to Love, DeVille dijo acerca de ella:

Lo que se suele hacer es tratar escuchar al corazón. Y esa canción llegó directamente a mi corazón. Me enamoré de la canción, así que poco de malo podría hacer con ella.

## Canciones
1. "Chieva"
2. "Right There, Right Then"
3. "Downside of Town"
4. "My Forever Came Today"
5. "Crow Jane Alley"
6. "Muddy Waters Rose Out of the Mississippi Mud"
7. "Come a Little Bit Closer"
8. "Slave to Love" (versión del original de Brian Ferry)
9. "(Don't Have A) Change of Heart"
10. "Trouble Comin' Everyday in a World Gone Wrong"